# Speranza loricaria
Speranza loricaria, también conocida como polilla de Bruce o pavo real de Eversmann, es una polilla perteneciente a la familia Geometridae, descrita por primera vez por el exploador alemán Eduard Friedrich von Eversmann. 

## Descripción
Es una polilla mediana con una envergadura de 25 a 29 milímetros (1 a 1,1 plg) para los machos. Las hembras son insectos braquípteras, es decir, no tienen alas o sus alas son muy pequeñas. Los adultos vuelan desde mediados de julio hasta agosto en Europa y desde finales de junio hasta finales de julio en Norteamérica.
Las larvas se alimentan de especies de Salix y Betula, así como de Populus tremuloides en Norteamérica. Se encuentran de mayo a julio. Pasan el invierno en estado de huevo.

## Distribución
La especie se distribuye desde Fenoscandia y los países bálticos hasta la isla de Sajalín. También se encuentra en América del Norte, desde Alaska hasta la Isla de Terranova y Nueva York, y al sur hasta Colorado. Speranza loricaria aparece como combinación taxonómica nueva desde 2024, incluido anteriormente en el género Macaria desde 2023.